# Konferenz von Triparadeisos

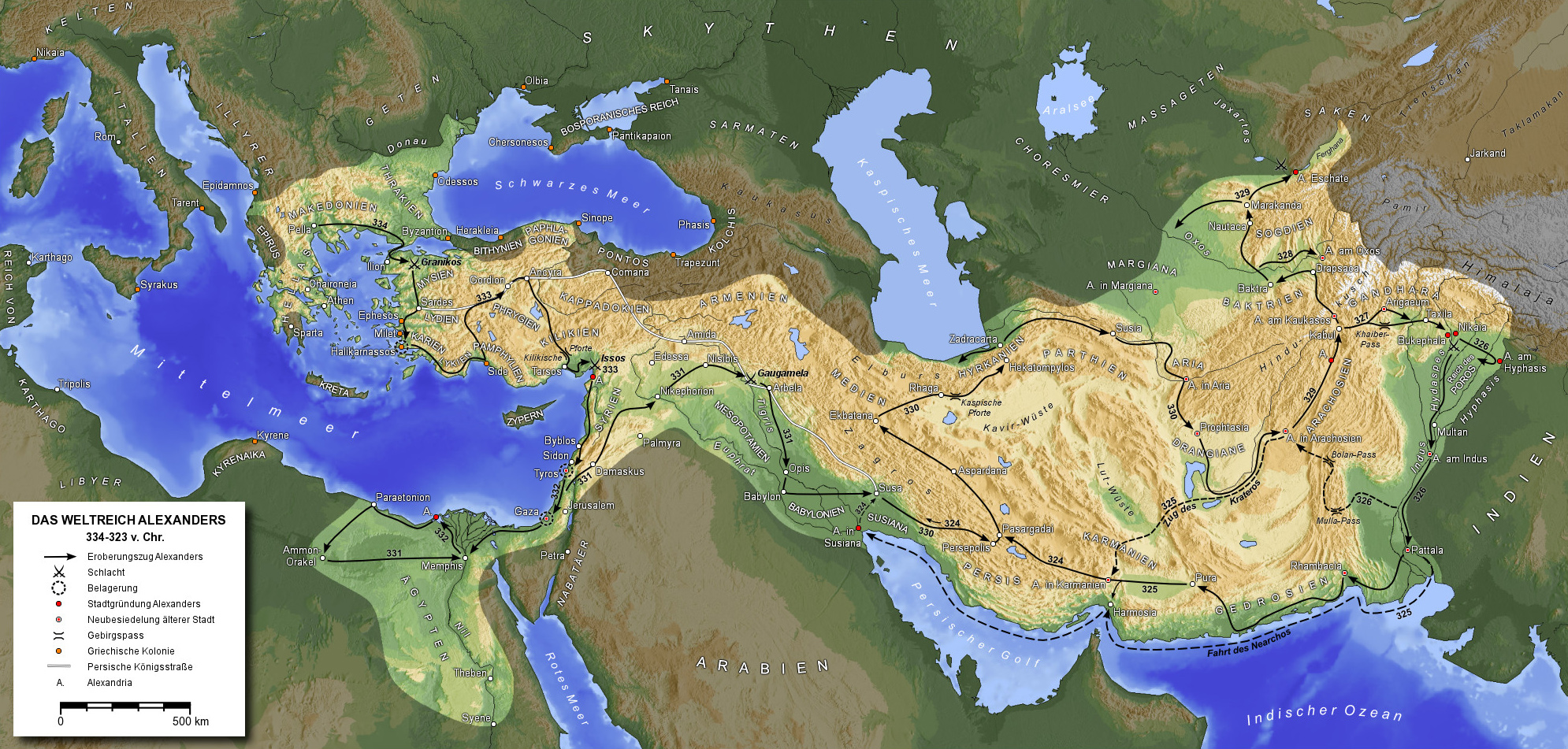
Das Reich Alexanders des Großen

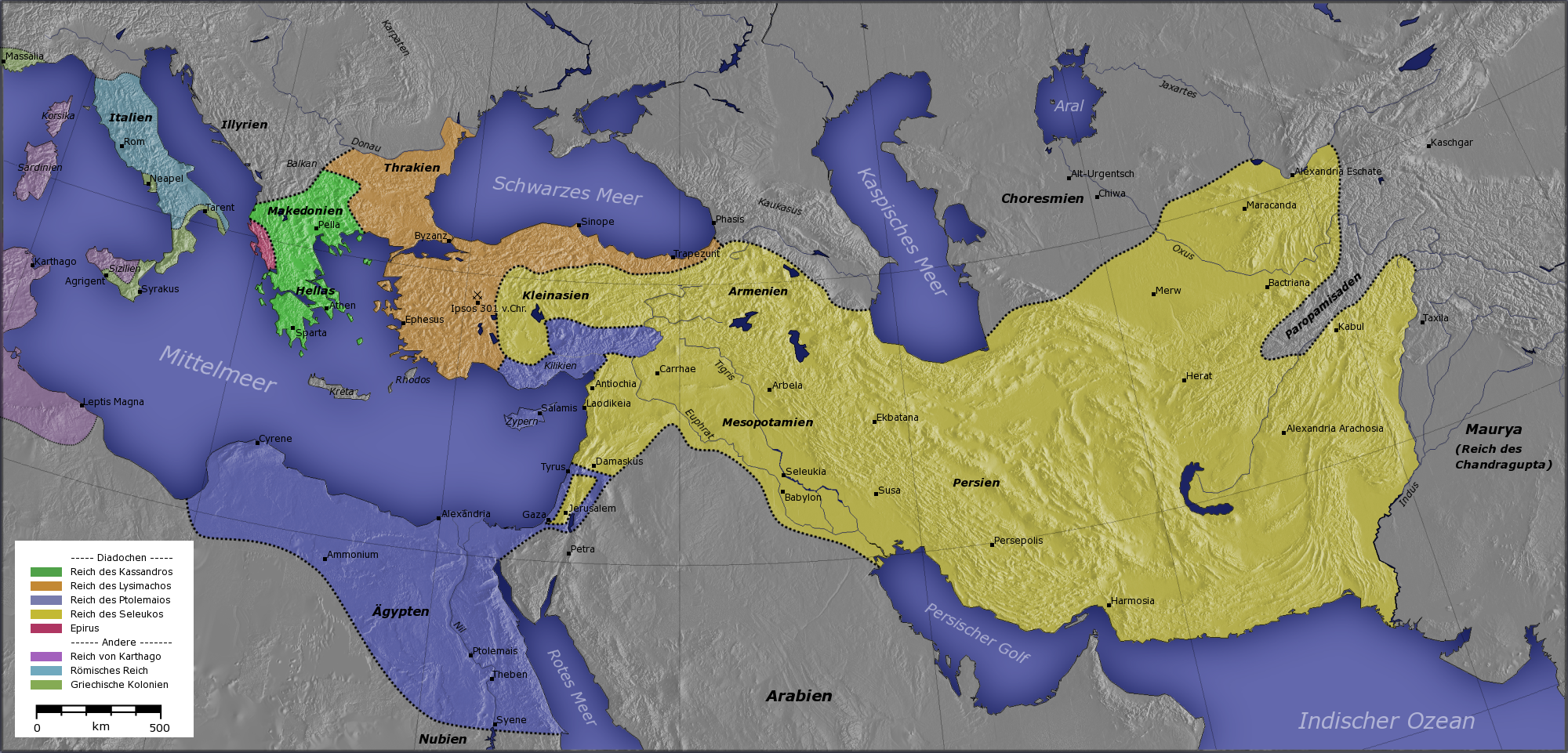
Die Diadochenreiche 20 Jahre später

Auf der Konferenz von Triparadeisos im Jahr 320 v. Chr. (vor allem in der älteren Forschung häufig in das Jahr 321 v. Chr. datiert) legten die Sieger des ersten Diadochenkrieges (Diadochen = griechisch ‚Nachfolger‘) nach dem Tod des Reichsregenten Perdikkas eine neue Machtverteilung für das Alexanderreich fest. Sie modifizierten dabei die unmittelbar nach dem Tod Alexanders des Großen 323 v. Chr. vereinbarte Babylonische Reichsordnung. 
Auf dieser Konferenz, die im syrischen Triparadeisos nahe den Quellen des Orontes stattfand, wurde Antipatros zum neuen Reichsregent ernannt, sowie ein Leibwächterkorps (Somatophylakes) für die Könige Philipp III. Arrhidaios und Alexander IV. Aigos gebildet.
Weiterhin wurde eine Neuordnung der Provinzen (Satrapien) des Reiches vorgenommen. Die hier aufgeführte Liste orientiert sich nach der sogenannten „Triparadeisos-Liste“ des Historikers Arrian (Tà metà Aléxandron FGrHist 156 F9 §§34–38). Mit einem Stern* gekennzeichnete Statthalter wurden bereits in der Babylonischen Reichsordnung in ihren Provinzen bestätigt.
| Statthalter (Satrap)         | Provinz                                              |
| Antipater*                   | Makedonien und Illyrien                              |
| Lysimachos*                  | Thrakien                                             |
| Antigonos Monophthalmos*     | Phrygien, Lykaonien, Lykien, Pisidien und Pamphylien |
| Asandros*                    | Karien                                               |
| Arrhidaios                   | Kleinphrygien („hellespontisches Phrygien“)          |
| Kleitos der Weiße            | Lydien                                               |
| Nikanor                      | Kappadokien                                          |
| Ptolemaios*                  | Ägypten                                              |
| Laomedon*                    | Syrien                                               |
| Philoxenos                   | Kilikien                                             |
| Orontes ?                    | Armenien                                             |
| Seleukos                     | Babylon                                              |
| Amphimachos                  | Mesopotamien und Arbelitis                           |
| Antigenes                    | Susia                                                |
| Peithon                      | Großmedien („unteres Medien“)                        |
| Atropates*                   | Kleinmedien („oberes Medien“ bzw. „Atropatene“)      |
| Peukestas*                   | Persis                                               |
| Philippos*                   | Parthien                                             |
| Stasanor                     | Baktrien und Sogdien                                 |
| Stasandros                   | Areia und Drangiana                                  |
| Tlepolemos*                  | Karmanien                                            |
| Sibyrtios*                   | Arachosien und Gedrosien                             |
| Oxyartes*                    | Gandhara und Paropamisaden                           |
| Eudemos*, Taxiles* und Poros | Punjab („oberes Indien“)                             |
| Peithon*                     | Indusdelta („unteres Indien“)                        |